# Jesu familie
Jesu familie eller den hellige familie, som den ofte kaldes, består udover Jesus selv af hans moder Jomfru Maria og hendes mand Josef. Derudover havde Jesus angiveligt en række søskende.

## Den hellige familie ifølge Det Nye Testamente
Vi ved ikke meget om Jesu familie udover hvad der står i Det Nye Testamente. Josef var ifølge evangelierne ikke Jesu biologiske far, da Maria havde undfanget Jesus ved Helligånden (Matt 1,18) og derfor stadig var jomfru, da hun fødte Jesus. 
Josef var kun trolovet med Maria, da hun blev gravid, og tænkte på at skille sig af med hende, da han fandt ud af det. En engel viste sig dog for ham og fortalte ham, at barnet var undfanget ved Helligånden. Altså skulle han ikke være bange for at gifte sig med hende. På den måde tog han Jesus til sig som sin søn. Josef var tømrer og det blev Jesus også af profession.
”Er det ikke tømreren, Marias søn” (Mark 6,3)
Derudover havde Jesus fire brødre og et ukendt antal søstre, dog mindst tre.
”Bror til Jakob og Josef og Judas og Simon? Bor alle hans søstre ikke her hos os?” (Matt 13,55-56)
Den kendteste af Jesu brødre er Jakob, som blev den første biskop i Jerusalem. Han nævnes flere gange i Apostlenes Gerninger som repræsentant for de jødekristne. Han benævnes også sammen med Peter og Johannes som dem, der anses for at være søjler i Paulus' brev til Galaterne 2,9. Det er sandsynligvis også ham, der har skrevet Jakobsbrevet. Judas, en anden af Jesu brødre, har også forfattet et brev i Bibelen, det korte Judasbrev, der starter med at henvise til slægtskabet med Jakob, og ikke direkte til Jesus :
"Fra Judas, Jesu Kristi tjener og Jakobs bror" (Jud 1)
Jesu slægtninge og familie troede ikke i første omgang på ham:
"Og da hans slægtninge hørte det, gik de hen for at få fat på ham, for de mente han var ude af sig selv." (Mark 3,21)
"For ikke engang hans brødre troede på ham" (Joh 7,5)
Men efterhånden er flere af dem kommet til tro på ham, om ikke før så i forbindelse med hans opstandelse, hvor Paulus skriver, at den opstandne blev set af Jakob (1 Kor 15,7).

## Jesu familie fra andre historiske kilder
Josefus skriver i Antiquitates Judaicae at 
Og kejseren, da han hørte om Festus' død, sendte Albinus ind i Judæa som prokurator. […] Men denne unge Ananus, der, som vi allerede har fortalt dig, blev ypperstepræst, var en dristig mand af temperament og meget uforskammet. Han var også med i sekten af saddukæere, som er meget strenge til at dømme lovovertrædere, […] Festus var nu død, og Albinus var endnu kun på vej, så han samlede rådet af dommere og indbragte broderen til Jesus, som kaldtes Kristus, hvis navn var Jakob, og nogle andre; og da han havde dannet en anklage mod dem som lovbrydere, udleverede ham dem til at blive stenet:
[...]
Derfor tog Kong Agrippa titlen som ypperstepræst fra ham, da han havde regeret i kun tre måneder, og gjorde Jesus, søn af Damneus, til ypperstepræst. (Antiquities 20,9)
Josefus omtaler mange forskellige personer med navnet Jesus og det mest oplagte ville være at fortolke denne passage som en henvisning til broderen til Jesus, søn af Damneus, som omtales i den omgivne tekst. Denne Jesus var salvet (kristus) i sin egenskab af ypperstepræst. Mange kristne foretrækker dog at opfatte passagen som en henvisning til Jesus af Nazareth og dennes bror.

## Spørgsmålet om Jesu søskende
Oplysningerne om, at Jesus havde søskende, er dog blevet anfægtet i de kirkesamfund, der hævder, at Jomfru Maria forblev jomfru hele sit liv, og derfor ikke kunne have givet Jesus søskende: Derfor findes der flere udbredte holdninger til spørgsmålet om Jesu søskende:
- Nogle mener, at Jesus fra Nazaret var enebarn. De argumenterer for, at ordet for brødre og søstre også kan bruges om fætre og kusiner.
- Andre mener, at han havde halvbrødre fra Josefs tidligere ægteskab. I f.eks. det apokryfe skrift Jakobs Forevangelium, berettes det, at Josef trolovede sig med Maria i en sen alder, efter at hans tidligere kone var død.
- Andre har den mere direkte fortolkning, at Jesus havde søskende, som var børn af Maria og Josef. At Maria skulle været forblevet jomfru hele sit liv, modsiges tilsyneladende også i Matt 1,25, der beretter, at Josef ikke lå med Maria, før hun fødte Jesus. Dermed må det næsten forudsætte, at han lå med hende efter fødslen.